# Бутова Долина
Бутова Долина (укр. Бутова Долина) — село, Великобагачанский поселковый совет, Великобагачанский район, Полтавская область, Украина.
Код КОАТУУ — 5320255103. Население по переписи 2001 года составляло 444 человека.

## Географическое положение
Село Бутова Долина находится в 1-м км от пгт Великая Багачка. По селу протекает пересыхающий ручей с запрудой.

## Объекты социальной сферы
- Детский сад «Дюймовочка».
- Школа І ст.